# 薛朴若
薛朴若（1909年10月12日—2000年3月2日），原名薛丕淳，曾化名崔廷，曾任武汉市副市长。

## 生平
1909年10月12日生于河南省淮阳县，1929年考入县立简易师范，毕业后曾任淮阳县立第六初小校长，1937年抗日战争爆发后，回乡创办高堂小学，自任校长。1938年2月加入中国共产党，在淮阳县组织抗日游击队。此后历任水东独立团政治部副主任、冀鲁豫第六行政区第六专署专员、淮阳豫皖苏二分区专员。1949年任淮阳专署专员、中共淮阳地委副书记，1951年任河南省政府副秘书长，1952年调任武汉市第一纱厂党委书记兼经理。1954年10月任武汉市计划委员会主任。1962年任武汉市副市长兼计划委员会主任。1967年春，他被武汉军区任命为武汉市抓革命促生产指挥部副指挥长，但在5月15日，他辞职并发表公开声明支持造反派。1968年任武汉市革命委员会常委，1974年任副主任。1983年离休返乡，为扩建孟庄小学、兴建烈士陵园、创办高堂中学等筹款。1989年获河南省“老有所为精英奖”。《河南日报》、《解放军报》报道其热心办学事迹。2000年3月5日（一说3月2日）逝世于淮阳。